# Dicranomyia parviloba
Dicranomyia parviloba är en tvåvingeart som först beskrevs av Alexander 1940.  Dicranomyia parviloba ingår i släktet Dicranomyia och familjen småharkrankar.
Artens utbredningsområde är Nordkorea. Inga underarter finns listade i Catalogue of Life.